# Средняя Полтавка
Сре́дняя Полта́вка — село в Константиновском районе Амурской области России. Административный центр и единственный населённый пункт Среднеполтавского сельсовета.

## География
Село Средняя Полтавка стоит в среднем течении реки Топкоча (левый приток Амура).
Село Средняя Полтавка расположено к северу от районного центра Константиновского района села Константиновка.
Автомобильная дорога идёт через сёла Ключи и Новотроицкое, расстояние — 33 км.
От села Средняя Полтавка на север идёт дорога к селу Верхняя Полтавка, далее к селу Новоалександровка Тамбовского района, где выезд на автодорогу областного значения Благовещенск — Тамбовка — Завитинск (Райчихинск).

## Население
| 2002 | 2010 | 2012 | 2013 | 2014 | 2015 | 2016 |
| ---- | ---- | ---- | ---- | ---- | ---- | ---- |
| 314  | ↘269 | ↘259 | ↗263 | ↘253 | ↘252 | ↘244 |
| 2017 | 2018 |      |      |      |      |      |
| ↗246 | ↘245 |      |      |      |      |      |

По данным переписи 1926 года по Дальневосточному краю, в населённом пункте числилось 18 хозяйств и 106 жителей (52 мужчины и 54 женщины), из которых преобладающая национальность — украинцы (15 хозяйств).

## Улицы
| - ул. Молодёжная, - ул. Новая, | - ул. Центральная, - пер. Школьный. |

## Экономика
Сельскохозяйственные предприятия Константиновского района.